# Georg Johann Reuter

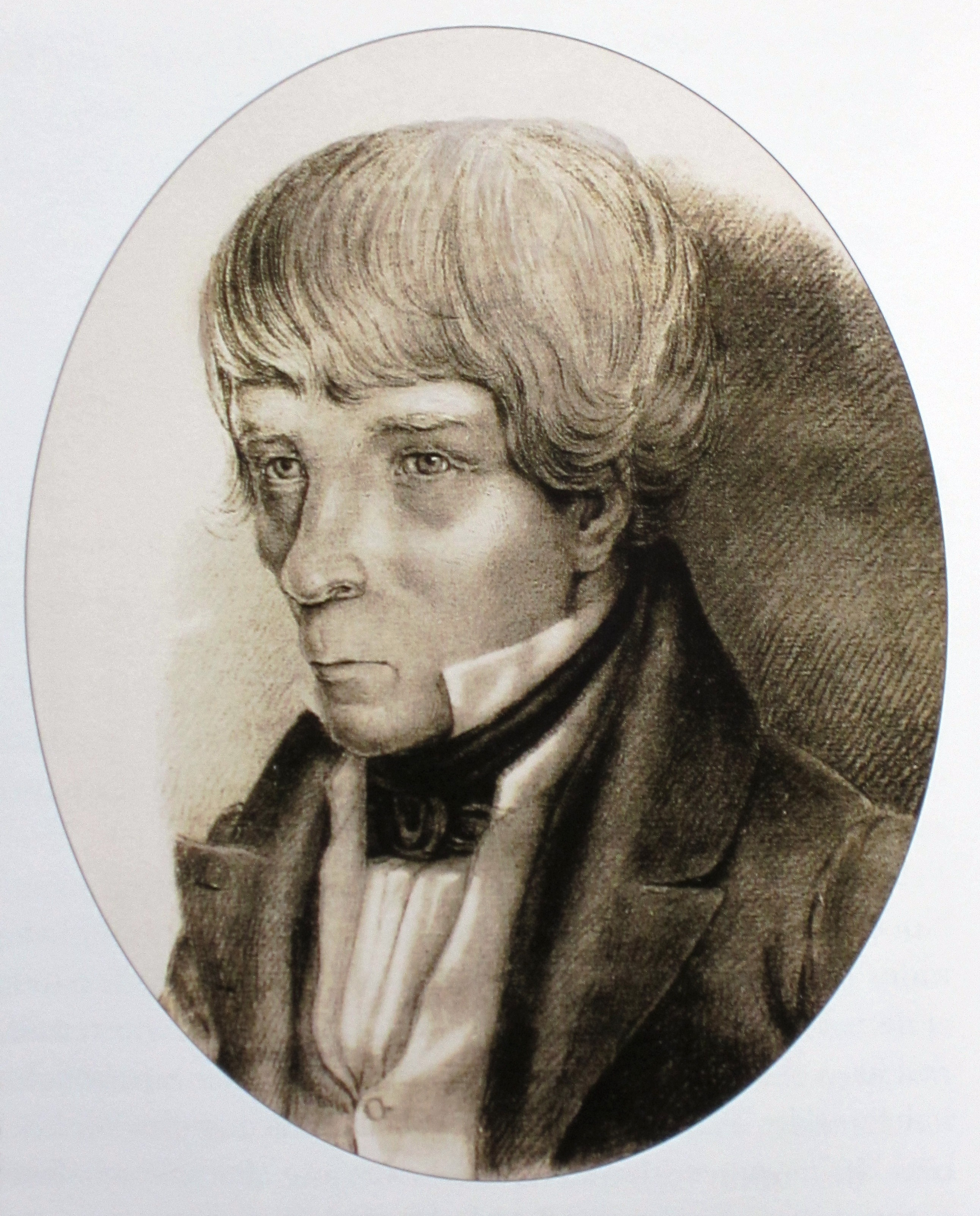
Georg Johann Reuter, gezeichnet von seinem Sohn Fritz

Georg Johann Jakob Friedrich Reuter (* 26. Juli 1776 in Demen; † 22. März 1845 in Stavenhagen) war ein deutscher Jurist, Bürgermeister und der Vater des Dichters und Schriftstellers Fritz Reuter.
Georg Johann Reuter war ein Urenkel des Schriftstellers Christian Reuter und zweitältester von sechs Söhnen des Pastors Joachim Friedrich Reuter (1743–1799) und dessen Ehefrau Catharina Maria, geb. Fanter (1750–1826), Goldschmiedetochter aus Parchim.
Nach dem Besuch des Parchimer Gymnasiums von 1790 bis 1795 und dortigem Abitur studierte Reuter in Rostock und Göttingen bis 1803 Jura, Staats- und Wirtschaftswissenschaften. 1805 wurde er an das herzogliche Domanialamt in Stavenhagen berufen. 1808 wurde er Bürgermeister und Stadtrichter von Stavenhagen.
Am 23. Februar 1810 heiratete Reuter in Stavenhagen Johanna (Louisa Sophia) Ölpke (1787–1826), eine Tochter des Bürgermeisters von Tribsees. Der Sohn Fritz wurde 1810 geboren, ein weiterer Sohn, Friedrich Ludwig August Ernst Reuter (1812–1813), starb als Kleinkind. Seit der Geburt des zweiten Sohnes war Johanna gelähmt.
Neben den beiden ehelichen Söhnen hatte Reuter seit 1808 aus vier verschiedenen vorehelichen bzw. außerehelichen Beziehungen vier weitere Töchter. So wurden Catharina Peters aus Stavenhagen Mutter der gemeinsamen Tochter Elisabeth, gen. Lisette (1809–1865) und Henriette Ölpke (1786–1839), eine Schwester seiner Ehefrau und Haushälterin in seinem Haus, Mutter der gemeinsamen Tochter Sophie (1814–1901). Diese beiden Töchter legitimiert Reuter 1839.
Reuter vergrößerte als Bürgermeister geschickt den städtischen Grundbesitz und verbesserte die wirtschaftliche Lage der Stadt.

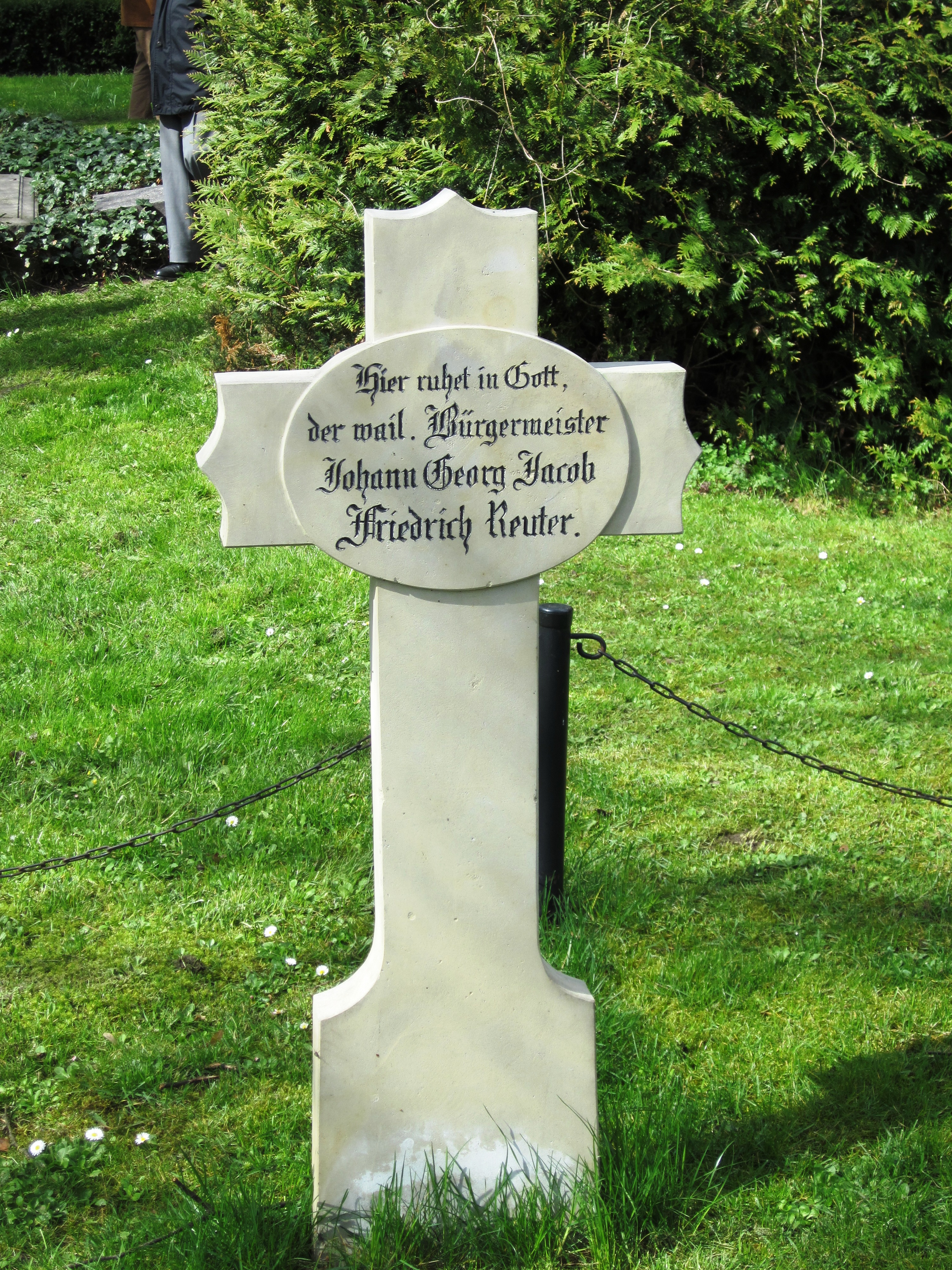
Grab Georg Johann Reuters in Stavenhagen